# Анзем
Анзе́м (фр. Anzême, окс. Anzesme) — коммуна во Франции, находится в регионе Лимузен. Департамент коммуны — Крёз. Входит в состав кантона Сен-Вори. Округ коммуны — Гере.
Код INSEE коммуны — 23004.

## Население
Население коммуны на 2010 год составляло 559 человек.
| 1962 | 1968 | 1975 | 1982 | 1990 | 1999 | 2010 |
| ---- | ---- | ---- | ---- | ---- | ---- | ---- |
| 808  | 707  | 601  | 508  | 519  | 536  | 559  |

## Экономика
В 2010 году среди 347 человек трудоспособного возраста (15—64 лет) 265 были экономически активными, 82 — неактивными (показатель активности — 76,4 %, в 1999 году было 75,4 %). Из 265 активных жителей работали 239 человек (127 мужчин и 112 женщин), безработных было 26 (13 мужчин и 13 женщин). Среди 82 неактивных 19 человек были учениками или студентами, 46 — пенсионерами, 17 были неактивными по другим причинам.